# Dectobrycon armeniacus
Dectobrycon armeniacus är en fiskart som beskrevs av Axel Zarske och Jacques Géry 2006. Dectobrycon armeniacus ingår i släktet Dectobrycon och familjen Characidae. Inga underarter finns listade i Catalogue of Life.